# Kerk van Allinge
De Kerk van Allinge (Deens: Allinge Kirke) is de parochiekerk van Allinge op het Deense eiland Bornholm. Het kerkgebouw staat in het centrum van Allinge en is gelegen op een verhoging van circa 11 meter hoog.

## Geschiedenis
De kerk werd voor het eerst in 1569 gedocumenteerd als de Alende Capell. Het laatgotische kerkschip werd naar het westen verlengd. Tijdens de renaissance werd de westelijke toren aangebouwd.
In 1892 onderging de kerk onder leiding van Mathias Bidstrup een ingrijpende verbouwing. Het gehele oostelijke deel werd afgebroken en vervangen door een nieuw dwarsschip en koor. Tot 1941 was de kerk een filiaalkerk van de Sint-Olafkerk van Olsker.

## Interieur
De renaissance preekstoel bestaat uit vijf velden: vier velden bevatten houtgesneden voorstellingen van de evangelisten en een vijfde veld het monogram van de Deens-Noorse koning Frederik III. De velden worden van elkaar gescheiden door houtgesneden figuren die deugden moeten uitbeelden.
De renaissance altaartafel stamt uit circa 1625. Bij het doopvont uit 1890 hangt een crucifix uit 1520. Tijdens de omvangrijke restauratie van de kerk in de jaren 1990 werd het voormalige altaarkruis door het Nationaal Museum gerenoveerd. In het koor hangt een kroonluchter uit circa 1650, die naar men zegt nog in het Hammershus heeft gehangen. Andere herinneringen aan het Hammershus zijn enkele grafstenen in de voorhal van de commandanten van het Hammershus.
In de voorhal hangt een herinneringsbord aan de pestepidemieën van 1618 en 1654. In Allinge-Sandvig stierven in 1618 126 en in 1654 102 inwoners aan de pest. Twee panelen in de kerk herinneren aan de koninklijke bezoeken aan het eiland van koning Christiaan V (1687) en koning Frederik V (1720).
Zoals in veel kerken op Bornholm hangt ook in de Kerk van Allinge een votiefscheepje. De driemaster Naos werd in 1920 door de plaatselijke vereniging van zeevaarders geschonken en in 1992 gerestaureerd.

## Orgels
De kerk bezit twee orgels. Op de galerij bevindt zich het oude orgel. Het in 1992 gerenoveerde orgel werd in 1864 gebouwd door A.H.Busch & Sønner en bezit 6 registers. Het nieuwe orgel bevindt zich in de noordelijke transeptarm en heeft 12 registers. Het werd in 1962 gebouwd door de orgelbouwfirma Frobenius. In de orgelgalerij zijn een serie panelen aangebracht met schilderwerk in primitieve stijl. Op twee panelen worden de kerk van Allinge en de Sint-Olafkerk van Olsker afgebeeld.

## Afbeeldingen

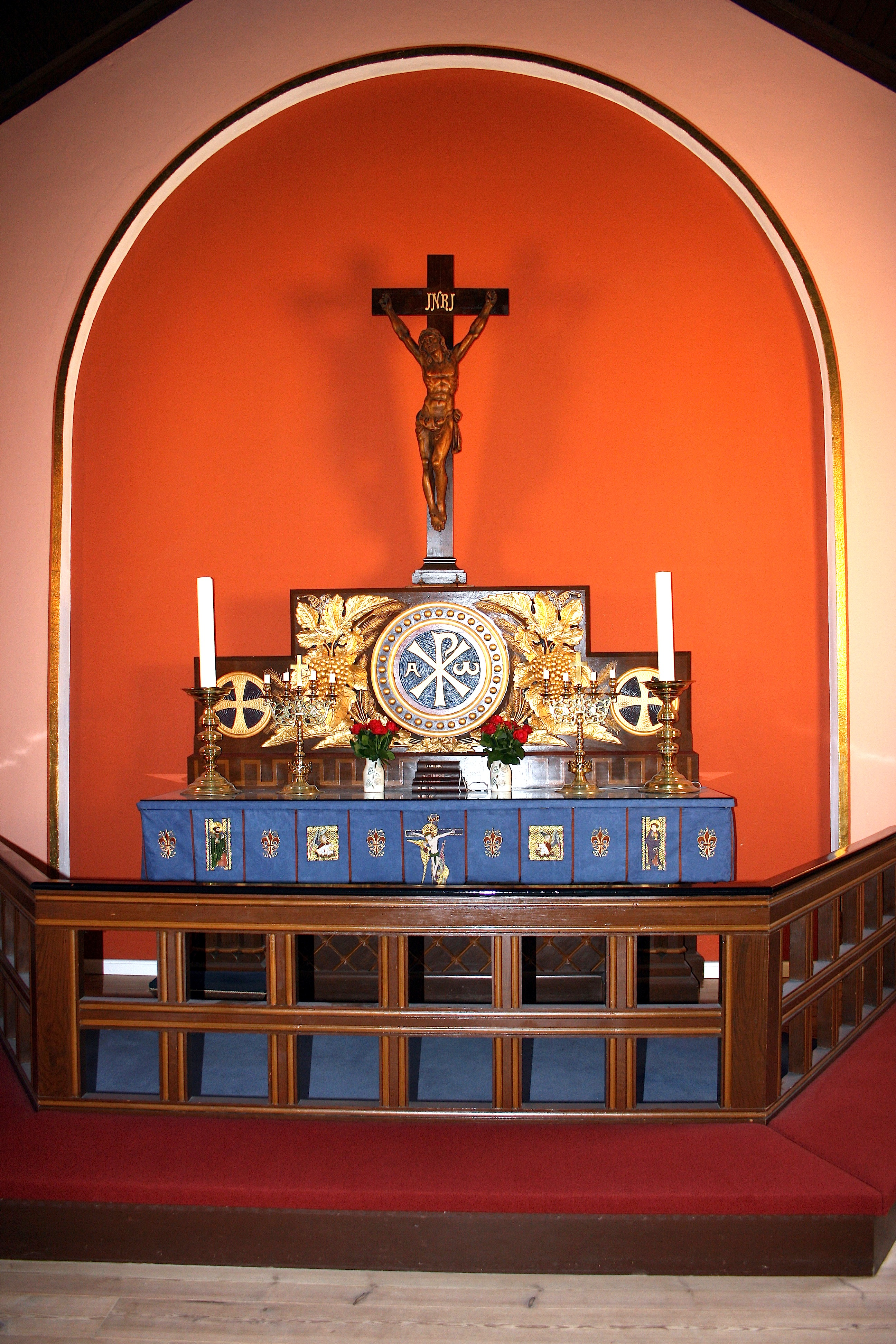
Altaar
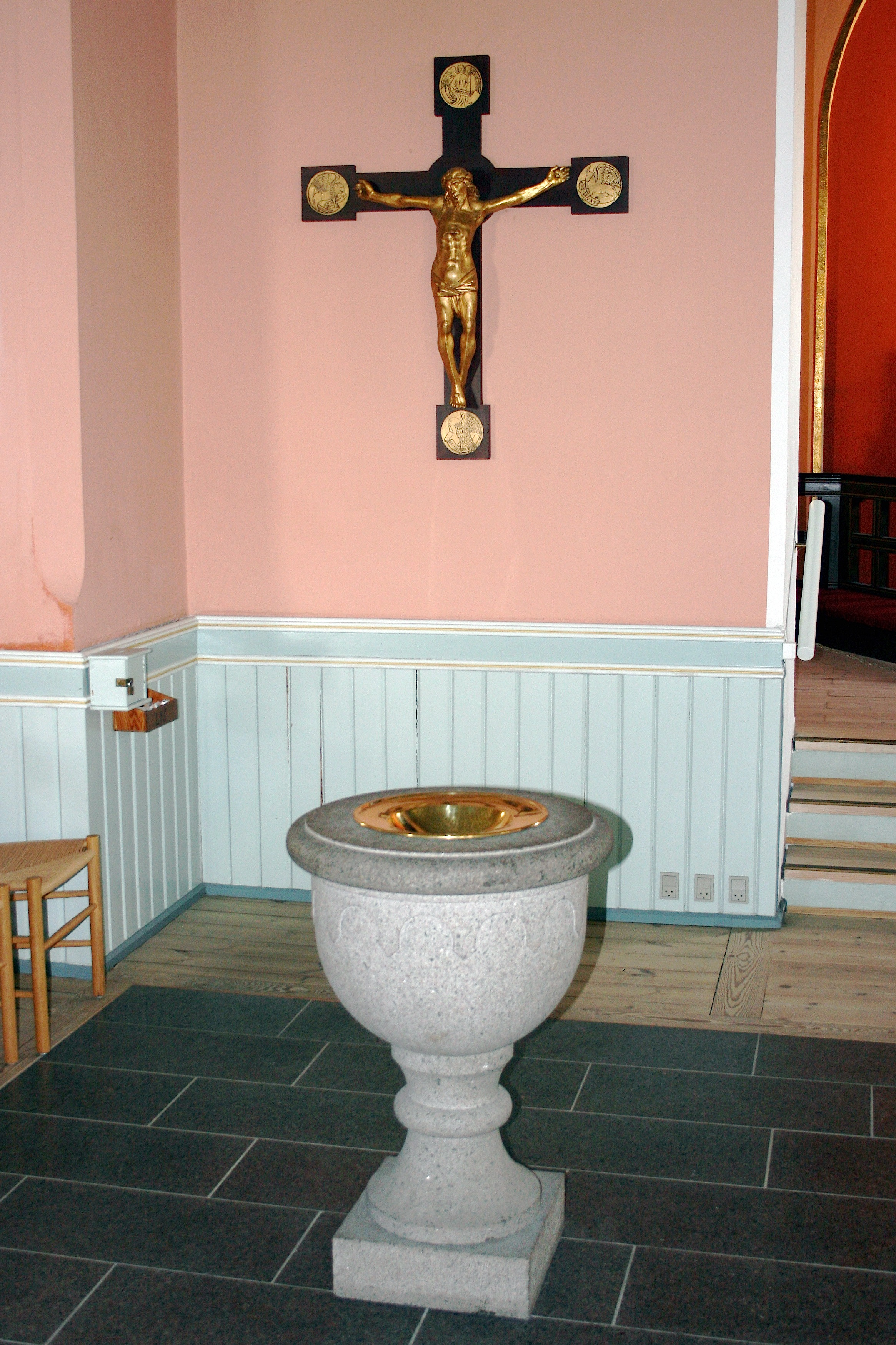
Doopvont met voormalig altaarkruis
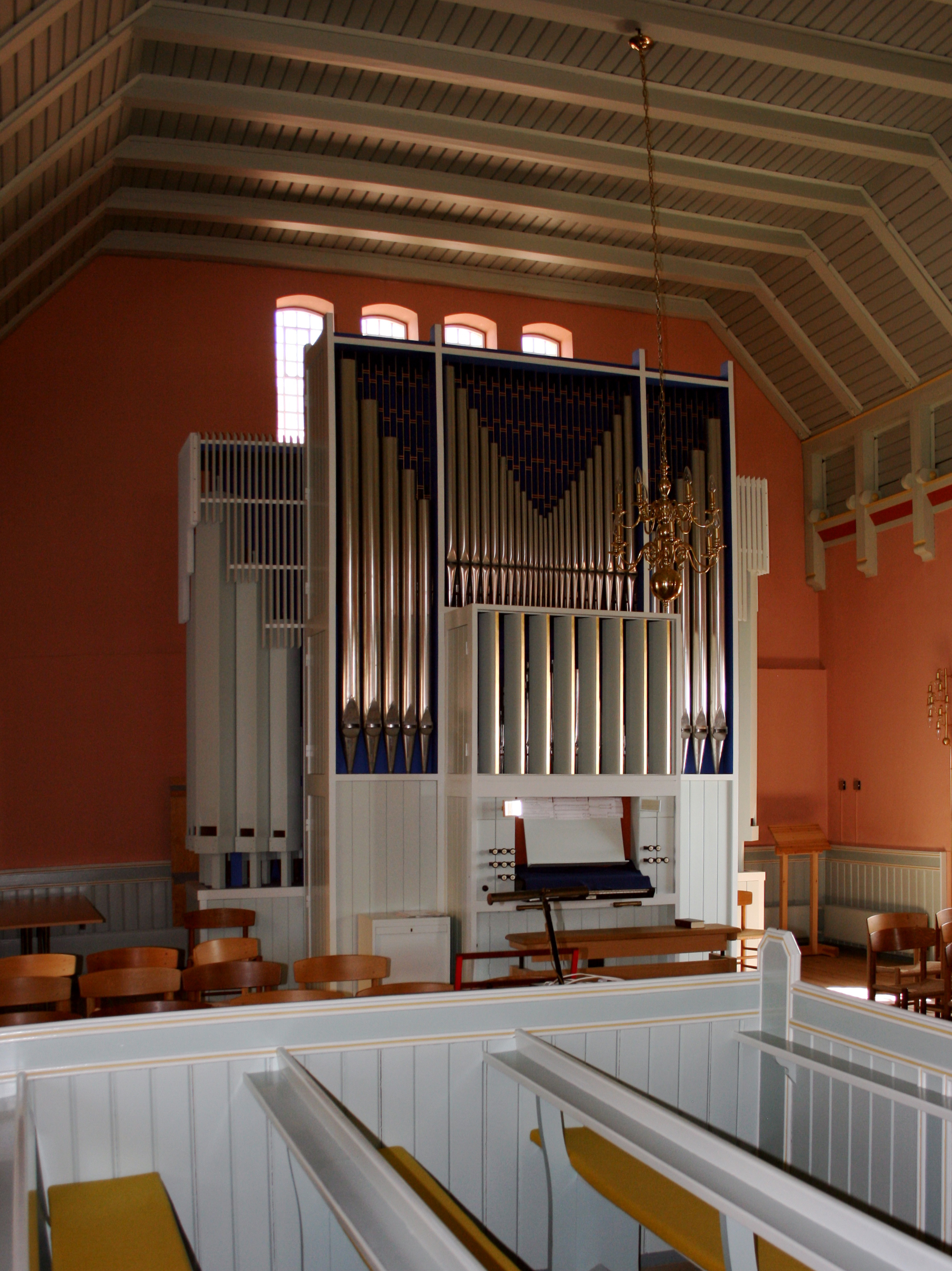
Het nieuwe orgel (1962)
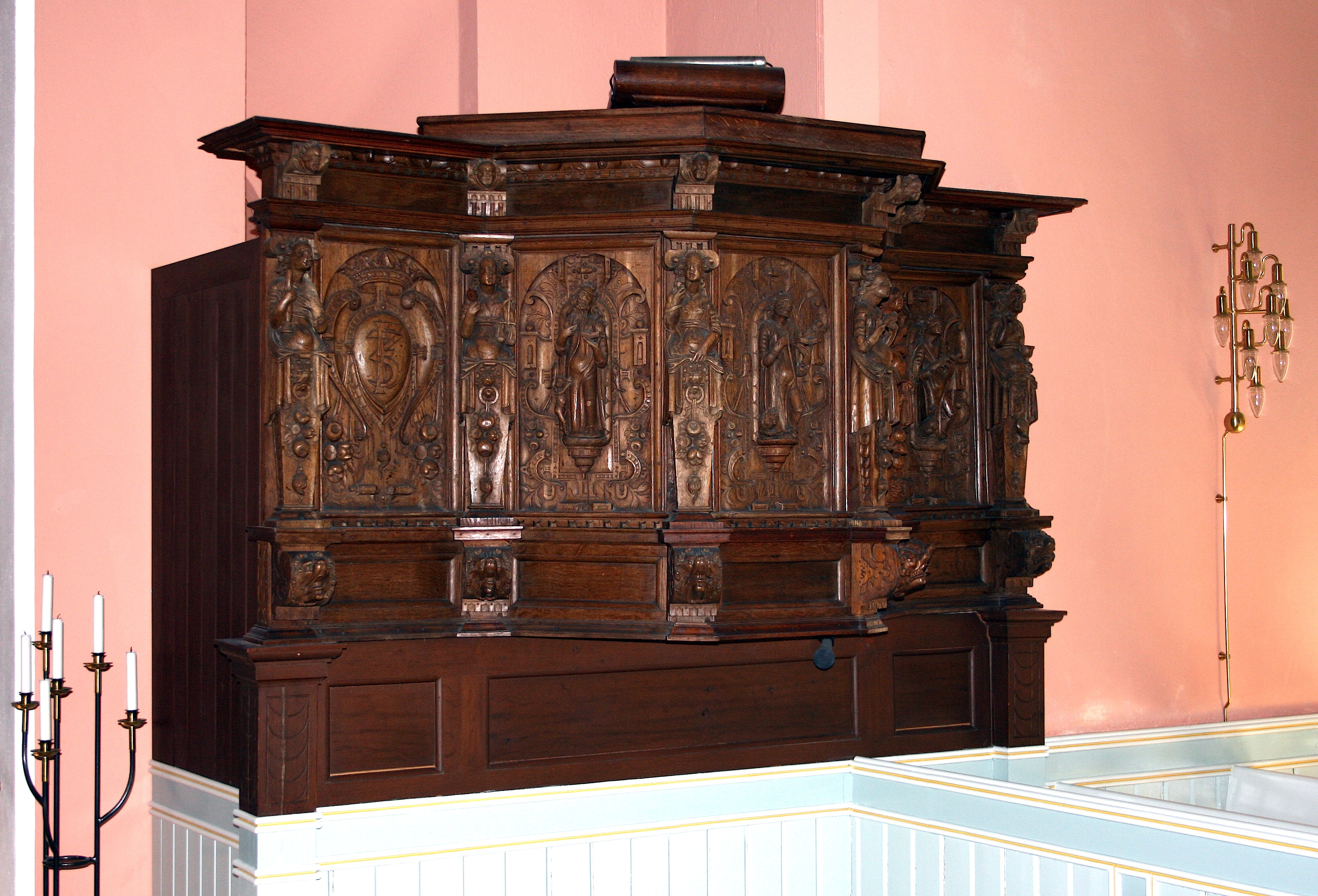
Preekstoel
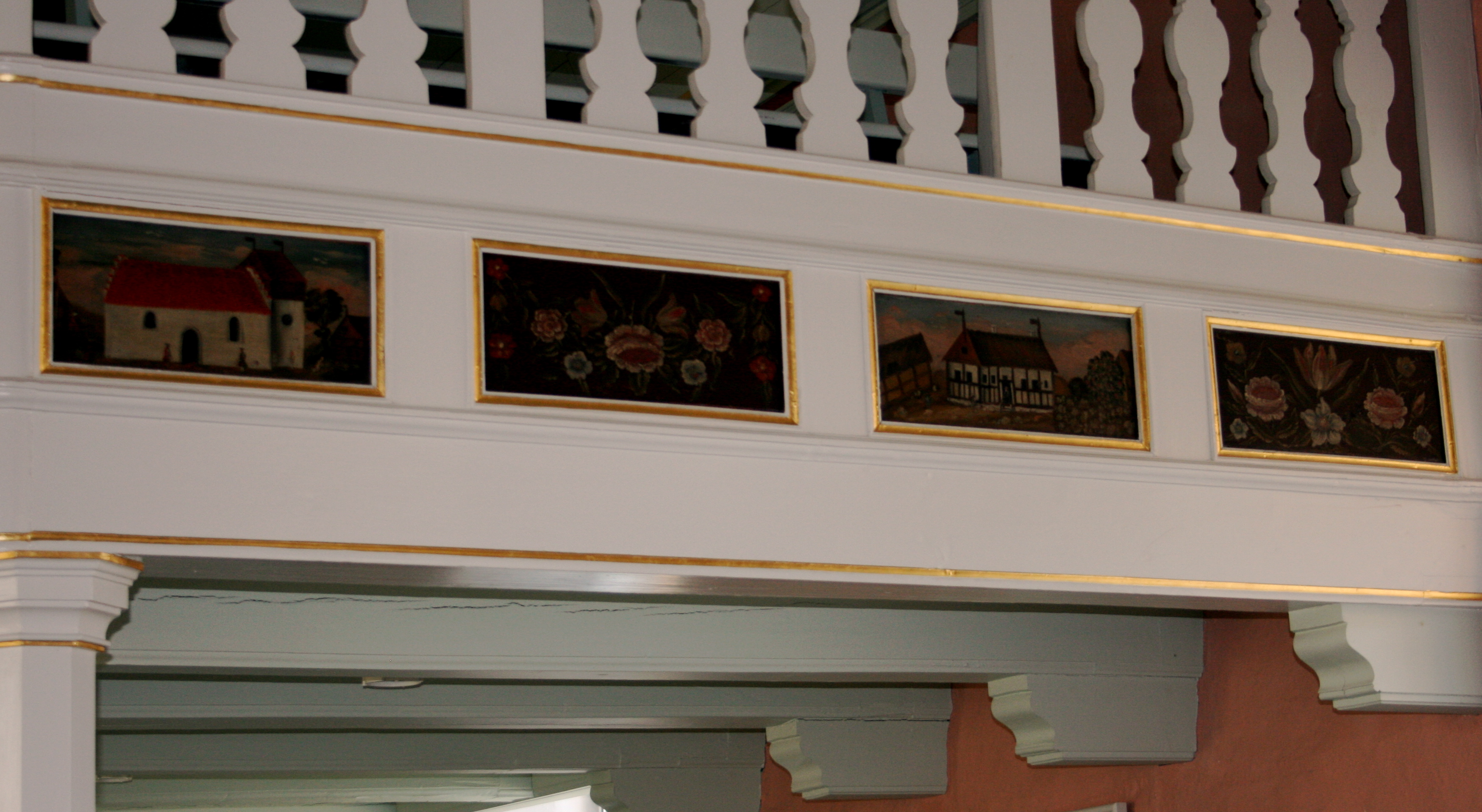
Orgelgalerij
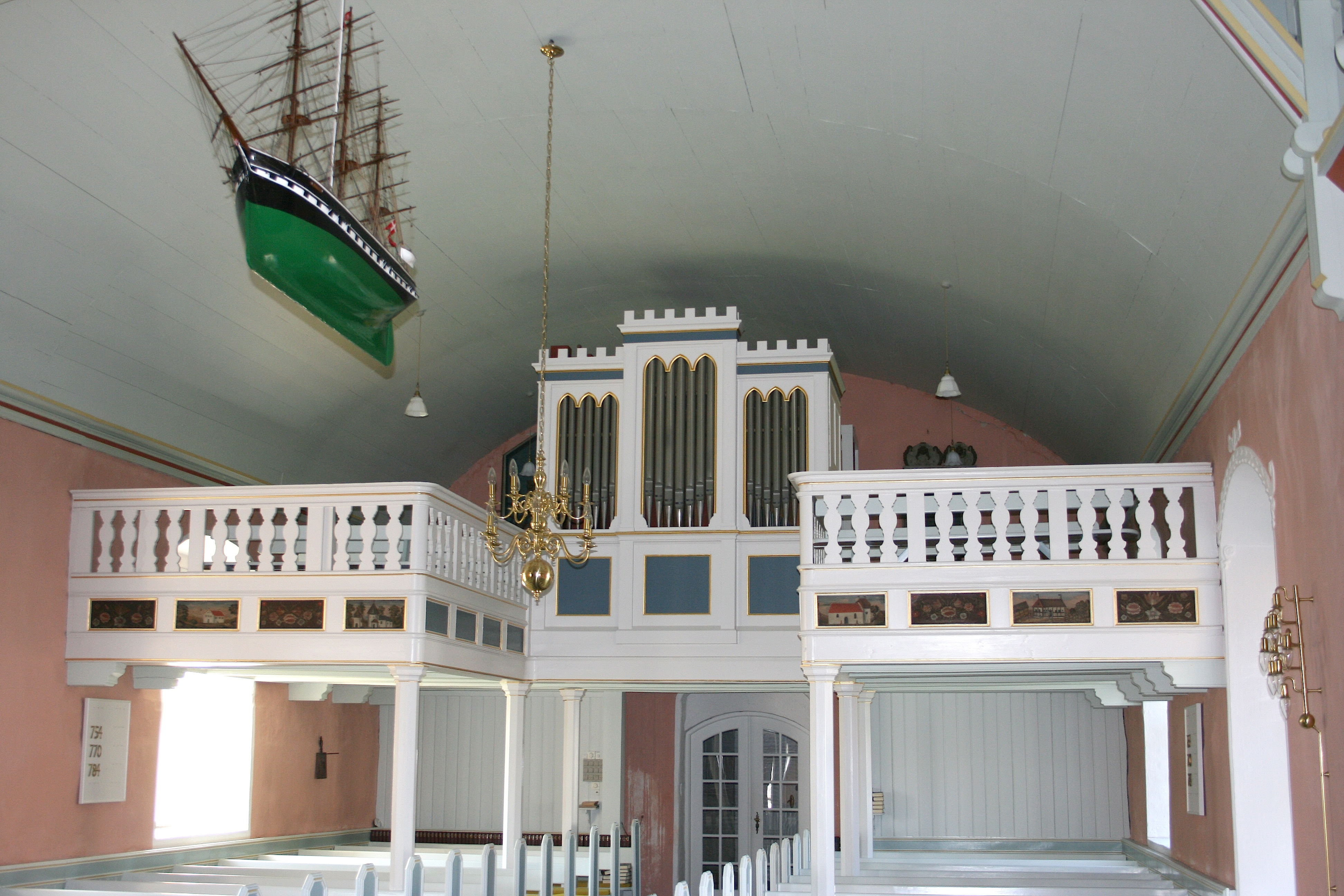
Het oude orgel met het votiefscheepje Naos.